# Батальон имени Хосе Палафокса
Батальон имени Хосе Палафокса (пол. Batalion im. José Palafoxa) — польский добровольческий батальон, участвовавший в Гражданской войне в Испании на стороне республиканцев.

## Краткая история
Образован 28 июня 1937, зачислен в состав 150-й интербригады: в его составе сражались польские и советские добровольцы, а также испанцы из батальона «Пасьонария». На постах командиров были военные, служившие в РККА. 4 августа 1937 две роты батальона Палафокса перенаправлены в 13-ю интербригаду, оставшаяся часть батальона перешла туда в начале октября. Позднее батальоны Палафокса и Мицкевича объединились в 4-й батальон 13-й интербригады. Батальон Палафокса де-факто существовал вплоть до конца войны, до 23 сентября 1938.

## Состав
- 1-я рота
- 2-я рота имени Нафтали Ботвина
- 3-я рота имени Адама Мицкевича
- 4-я рота имени Тараса Шевченко
- 5-я рота имени Людвига Варынского

## Командиры
- Ян Ткачов (6 июля 1937 – 16 февраля 1938, погиб)
- Юзеф Шляхта (16 – 17 февраля 1938)
- доброволец Сальвадоре (17 февраля – 18 июня 1938)
- Фернандо Д'Аро «Сеньор» (18 июня – 3 августа 1938)
- Иштван Мольнар (3 августа – 24 сентября 1938)

## Политруки
- / Николай Дворников «Станислав Томашевич» (6 июля 1937 – 16 февраля 1938, погиб)
- доброволец Манола (16 февраля – 15 мая 1938)
- Эугениуш Щур (15 мая – 24 сентября 1938)

## Адъютанты
- Болеслав Молоец «Эдуард» (6 июля – 27 октября 1937)
- Юзеф Шляхта (27 октября 1937 – 12 января 1938)
- Генрки Торуньчик (12 января – 16 февраля 1938)
- Адам Левиньский (16 февраля – 27 июля 1938, погиб)
- Ежи Браун (27 июля – 18 сентября 1938)
- Павел Шонфельд (18 – 21 сентября 1938, погиб)
- Ежи Браун (21 – 24 сентября 1938)